# Scolecida
Scolecida zijn een infraklasse van borstelwormen (Polychaeta).

## Taxonomie
De volgende taxa zijn bij de infraklasse ingedeeld:
- Familie Arenicolidae Johnston, 1835
- Familie Capitellidae Grube, 1862
- Familie Cossuridae Day, 1963
- Familie Maldanidae Malmgren, 1867
- Familie Opheliidae Malmgren, 1867
- Familie Orbiniidae Hartman, 1942
- Familie Paraonidae Cerruti, 1909
- Familie Scalibregmatidae Malmgren, 1867
- Familie Travisiidae Hartmann-Schröder, 1971

### Nomen dubium
- Orde Capitellida
- Orde Cossurida
- Orde Opheliida
- Orde Orbiniida
- Orde Questida
- Orde Scolecidaformia

### Synoniemen
- Anthostomea Kinberg, 1867 => Orbiniidae Hartman, 1942
- Ariciidae Audouin & Milne Edwards, 1833 => Orbiniidae Hartman, 1942
- Bogueidae Hartman & Fauchald, 1971 => Bogueinae Hartman & Fauchald, 1971
- Levinseniidae Mesnil & Caullery, 1898 => Paraonidae Cerruti, 1909
- Questidae Hartman, 1966 => Orbiniidae Hartman, 1942
- Scalibregmidae Malmgren, 1867 => Scalibregmatidae Malmgren, 1867
- Telethusae Savigny, 1822 => Arenicolidae Johnston, 1835